# Caballo monchino
El caballo monchino es una raza de caballo rústica y originaria de la montaña del oriente de Cantabria, España, donde se cría en condiciones de libertad. Son animales de vida semisalvaje que ocupan las zonas abruptas de montaña, y objeto de una forma de explotación extensiva por el hombre. 

## Etimología
No se conoce con certeza la etimología del nombre «monchino», aunque para el vasquista francés Seiliez, el origen de la palabra es montesino, de los montes, montañés por tanto, aludiendo a la topografía de los terrenos donde habita. No explica Seiliez, sin embargo, cómo llega a esa conclusión. En la novela costumbrista Marichu, de Luis de Ocharán, uno de sus personajes increpa a otro «Mejor haría dir a la barbería de Chacolí para que le afite esa perilla de cabritu monchinu... ¡Taday, melindrioso!», aunque el significado de tal adjetivo no sea claro.
Por su parte, el autor de El lenguaje popular de la Cantabria montañesa, Adriano García Lomas atribuye el término a un tipo de res vacuna o cabría criada en el monte, de gran rusticidad.

## Historia
Originada a partir de las razas autóctonas del norte de la península ibérica, con una marcada influencia de los ponis de origen celta. A lo largo de su historia existe numerosa bibliografía que la relaciona con la raza inglesa Exmoor, debido a los animales que importaban los ingleses del norte de la península ibérica con la finalidad de trabajar en las minas.
En 1996 se inicia en el valle de Guriezo (Cantabria) la recuperación, cría y selección de la raza.

## Morfología
Se consideran caballos monchinos aquellos ejemplares cuyos caracteres etnológicos y morfológicos respondan al siguiente estándar racial:
Se trata de un animal elipométrico, subcóncavo a cóncavo y brevilíneo o subrevilíneo.
Cabeza voluminosa con perfil de recto a subcóncavo. Pelo en el barboquejo en las temporadas frías. Ollares amplios que permiten una amplia dilatación. Labios gruesos. Tupé presente en ambos sexos, siendo más abundante en los machos. Orejas pequeñas, bien implantadas y móviles. Ojos grandes y expresivos, con órbitas marcadas.
Cuello corto, robusto y bien insertado. Crines abundantes de la cabeza a la cruz.
Cruz poco a ligeramente destacada y fuerte.
Tronco (anatomía) desarrollado y robusto. Pecho amplio. Costillares ligeramente arqueados. Espalda alargada y con tendencia a la oblicuidad. Plana marcando las fosas. Dorso moderadamente ensillado. Lomo corto, fuerte y bien unido. Vientre con frecuencia voluminoso. 
Grupa ancha, corta e inclinada, llegando en algunos casos a derribada. Nacimiento de la cola bajo, como prolongación de la grupa y de pelo largo y abundante.
Extremidades anteriores finas con articulaciones fuertes y tendones bien definidos. Sistema vascular habitualmente bien definido. Caña fuerte y proporcionada. Cuartillas de longitud moderada. Cascos pequeños, duros y generalmente negros y en ocasiones veteados.
Extremidades posteriores con muslos y nalgas bien desarrollados. Articulaciones fuertes. Corvejones limpios, a veces algo cerrados. Cascos pequeños, duros, generalmente negros y en ocasiones veteados.
Capa negra o castaña en sus diferentes variedades, siempre y cuando presenten crines y colas negras. Es relativamente frecuente la presencia de lucero, lucero cordón corrido o estrella en la frente. Se admite el calzado hasta la mitad de la caña.
El pelo de las crines y de la cola es largo, abundante, fuerte y de color negro. Mucosas de negras a castañas en sus diferentes tonos, en ocasiones bocifuego.
Presentan un peso en torno a los 260-330 kg y una alzada entre 1,35 y 1,46 m.

## Estado de conservación
El Catálogo Oficial de Razas de Ganado de España incluye al caballo monchino dentro de las razas autóctonas en peligro de extinción.
Los primeros trabajos de recuperación, cría y selección de la raza se iniciaron en el valle de Guriezo (Cantabria), en el año 1996.
Al parecer la población de monchinos sufrió una importante descenso, entre 2003 y 2009, pasando de 1004 ejemplares a 715.
A partir de entonces la población experimentó un ligero ascenso, que continúa en la actualidad con una tendencia evolutiva mantenida. En 2013 el censo ascendía a 820 cabezas (775 de las cuales correspondían a hembras) repartidas en 30 ganaderías.

## Distribución geográfica
La zona de origen se concentra en los montes más nororientales de Cantabria, ayuntamientos de Guriezo, donde se iniciaron las labores de recuperación, Rasines y Castro-Urdiales, zonas especialmente montañosas donde se cría en condiciones de libertad. Al ser un animal semisalvaje, el movimiento de las manadas es constante entre toda el área noroeste de Cantabria, expandiéndose esporádicamente a los ayuntamientos de Trucíos y Carranza en Vizcaya.
En 2010 el número de explotaciones en el área de origen es de 25 y el censo total es de 700 animales identificados, frente a las 1004 cabezas censadas en 2003.
Los estudios genéticos muestran una raza relativamente homogénea. Se encuentra estrechamente emparentado con otros subtipos del ámbito cantábrico-pirenaico destacando su estrecha relación con el poni gallego y en menor medida con el losino burgalés o el pottoka vasco.

## Características productivas
El sistema de explotación es extensivo, donde compite con otras razas de caballos dedicadas a la producción de carne y la raza bovina de igual nombre, la vaca monchina.
Su uso actual va ligado a la ganadería bovina como animales de carga o para tirar de pequeños carruajes. Su carácter después de la doma le hace muy indicado para la hípica infantil, que se practica en clubes hípicos locales.